# Mehmet Ali Talat
Mehmet Ali Talat, född 6 juli 1952 i Kyrenia, är en turkcypriotisk politiker, ledare för Cumhuriyetçi Türk Partisi (Republikanska turkiska partiet) sedan 1996 och var Nordcyperns president mellan 25 april 2005 och 23 april 2010. Innan dess var han Nordcyperns premiärminister.